# Стефан Потоцький (референдар)
Стефан Потоцький  (пол. Stefan Potocki; пом. 5 травня 1730, Львів) — польський шляхтич, військовик, урядник та державний діяч Республіки Обох Націй (Речі Посполитої), меценат.

## Життєпис
Син кам'янецького каштеляна Павела Потоцького та Елеонори із Салтикових. Від батька у спадок отримав права власності на Чортків, Полівці. Підписувався, зокрема, «на Чорткові та Полонному».
З 1 лютого 1692 мав панцерну корогву після поморського воєводи Владислава Лося. Неохоче, на відміну від інших Потоцьких, брав участь у військових справах. 1692 року брав участь у сеймі від Галицької землі. У наступні роки брав активну участь у Галицьких і Вишенських сеймиках. 22 січня 1695 вніс до Львівського гродського суду протестацію через зірвання 20 січня 1695 передсеймового сеймика у Вишні. Брав участь у перемовинах із представниками військ конфедерації Броніслава Барановського: 18 жовтня 1696 висланий до табору конфедерації під Глухівці (пол. Głuchowce) разом із кам'янецьким каштеляном Нікодемом Жабоклицьким. У Львові вніс протест щодо дій конфедератів.
Мав добрі стосунки з гетьманом Станіславом Яном Яблоновським і його сином Яном Станіславом Яблоновськими. 25 лютого 1697 С. Я. Яблоновський увів С. Потоцького до складу комісії, яка мала виїхати до Самбора та заспокоїти конфедератів через справи скарбові та трактатові. 25 квітня 1697 виїхав до штабу маршалка Барановського в Самборі на перемовини, які почали 27 квітня в добрій атмосфері. Вишенський сеймик за це декларував йому 4 000 польських злотих.
Був «клієнтом» Собеських під час безкоролів'я, але чекав випадку, щоби перейти на сторону Фридерика Августа; віддав голос за нього як посол від Подільського воєводства на елекційному сеймі 1697. Призначений комісаром до розподілу сум для війська. Не брав участі в Підгаєцькій кампанії (його корогва була у складі полку коронного стражника Стефана Александера Потоцького. 15 вересня 1699 обраний на Вишенському сеймику реляційному комісарі Трибуналу скарбового радомського; за роботу отримав винагороду (рішення сеймика 1702). У лютому 1707 прибув на загальну раду Сандомирської конфедерації у Львові. Підписав документ керівників конфедерації, що не будуть мати жодних контактів з противником, на троні має бути один із синів Яна III. Брав участь у Загальній Варшавській раді 1710, підписав підтримку Сандомирської конфедерації. Улітку 1713 у Львові з гетьманами А. М. Сенявським, Станіславом Матеушем Жевуським, подільським воєводою Стефаном Гумецьким мав перемовини з емісаром С. Лєщинським єзуїтом о. С. Заленським, який намагався залучити магнатів до його справ. Видається, що з ним (не С. А. Потоцьким) А. М. Сенявський мав розмову: хотів вислати восени 1713 полк Станіслава Ґрановського до Авґуста II з метою виведення військ Сасів з РП та заборони взяття ними контрибуції.
1722 року: видав грамоту, в якій визначили компетенцію міських урядників, права чортківських євреїв; подарував монастиреві домініканців у Чорткові кілька земельних ділянок (пляців).
Брав участь у сеймі 1722 (жовтень). Маршалок сейму 1724 р. Під час наростання конфлікту між «республіканцями» Потоцькими та «фамілією» Чорторийських росла його політична вага як одного з наближених до примаса Теодора Потоцького. Восени 1729 разом із Теодором та Юзефом Потоцькими дав рекомендації сину Пилипа Орлика Григорію, представляючи його французькому послові А. Ф. Монті(ю), переконуючи його, що велике значення для справи С. Лєщинського в Речі Посполитій мала б підтримка старого гетьмана — тоді противника російського впливу.
Посади: галицький підкоморій, коронний крайчий з 1703 р., референдар коронний з 1710 р., поморський воєвода з 1724 (26 лютого 1726) р., маршалок надвірний коронний з 1726 р., воєвода мазовецький (з 9 березня 1726 р.), староста львівський у 1726—1729 роках, черкаський (з 1694), теребовельський (домагався 1709 р.) ґузовський (1724-26 рр., передав братанку Антонію Міхалу).
Був власником Бичківців Майдану Мацейовиць поблизу Варшави. 1703 державив від Собеських (з якими в наступні роки мав особисті інтереси та суперечки) частину Ярославщини (його діяльність критикували королева Марія, Ельжбета Сенявська), Калуське староство. Мав контракт з королевичем Александром на оренду Блудівських маєтностей (Луцький повіт), звідки був усунутий через протести 1706. Мав королівщини в Руському воєводстві.
Був протектором варшавських єзуїтів, не належав до меценатів мистецтва.

### Сім'я
Перша дружина — Уршуля Бєґановська, дочка Миколая та його дружини Стемпковської гербу Юноша (пом. 1692), дітей не мали. Друга — Констанція Денгофф (шлюб — у 1696), «дама красива та весела» (К. Завіша), яка мала значний вплив на розгляд судом конфлікту між С. А. Потоцьким та його дружиною Йоанною. 
Діти:
- Йоахім — львівський староста;
- Іґнацій — глинянський староста.

Третя дружина — Тереса з Контських (донька Марціна).